# جیمز اندرو جونز
جیمز اندرو جونز (انگلیسی: James Jones؛ زادهٔ ۴ اکتبر ۱۹۸۰) بازیکن بسکتبال اهل ایالات متحده آمریکا است.
از باشگاه‌هایی که در آن بازی کرده‌است می‌توان به پورتلند تریل بلیزرز، ایندیانا پیسرز، میامی هیت، کلیولند کاوالیرز، و فینیکس سانز اشاره کرد.